# Šeikat Datina
Šeikat Datina (arapski: مشيخة دثينة = Mashyakhat Dathīnah) ponekad zvan i Konfederacija Datina, bio je vazalna feudalna država Britanskog Carstva, koja je postojala od kraja 19. st. do 1967. godine na jugu Arapskog poluotoka istočno od luke Aden. Danas je teritorij ovog bivšeg šeikata dio jemenske muhafaze Abjan.
Sjedište ovog šeikata bio je isprva trgovište Al-Hafa, a nakon 1944. gradić Mudia. 

## Povijest
Teritorij Datine krajem 19. stoljeća nastanjivala su uglavnom dva plemena: Ahl al-Saidi i Olah (al-Ulah) koje je bilo podijeljeno u dvije grane: Ulah al-Khawr i Ulah al-Bahr. 
Nakon što je Britanija zauzela luku Aden 1839. godine, ona je nastojala osigurati mir u neposrednom zaleđu luke Aden, zbog toga su počeli potpisivati Ugovore o zaštiti krajem 19. stoljeća sa svim zatečenim plemenskih državicama u okružju Adena pa tako i s plemenskim vođama iz zemlje Datina. Tako je i Šeikat Datina, postao jedan od članova Protektorata Aden, sa svojih osam tisuća stanovnika. Ovaj planinski kraj poznat je i kao Al-Hamdani, u njemu je većina stanovnika živjela je po rijetkim plodnim wadijima (kotlinama): Datina, Al-Har, Taran, Al-Ghamr, Al-Humajra, Al-Mavaran, Sab, Urufan, Maran, Azan i Dura.
Najveći grad ovog planinskog slabo naseljenog područja i najveće trgovište bio je grad Al-Hafa, zvan i Suk al-Saidi (trgovište gospode) u njemu se svake godine sastajalo-plemensko vijeće Datine - majlis, koje je formalno upravljalo ovom državom. Po naputku britanskog savjetnika-admistratora 1944. sjedište ovog šeikata preseljeno je u grad Mudia, koji je bio bliži i dostupniji Adenu.
Datina se 1960. godine pridružila Federaciji Arapskih Emirata Juga, opet po naputku britanskog savjetnika-admistratora, tu odluku formalno je odobrilo plemensko vijeće - majlis. Od 1962. do 1967. godine Datina je bila u sastavu Južnoarapske Federacije, u tom periodu je promijenjen sustav vladanja, od 1965. godine plemensko vijeće - majlis, bira predsjednika-šeika za svaku godinu.
Posljednji šeik ove feudalne države bio je Abd al-Qadir ibn Shaya, on je razvlašćen 1967. kad je ukinut Šeikat Datina, te osnovana Narodna Republika Južni Jemen, koja se ujedinila s Sjevernim Jemenom 22. svibnja 1990. u današnju državu Republiku Jemen.

## Šeici Šeikata Datina
- plemensko vijeće,-  kraj 19. st. - 1965.
- al-Husayn ibn Mansur al-Jabiri,-  1965. -  6. travanj 1966.
- Abd al-Qadir ibn Shaya,-  1966. – 14. kolovoz 1967.[1]

## Pogledajte i ovo
- Protektorat Aden
- Kolonija Aden
- Federacija Arapskih Emirata Juga
- Južnoarapska Federacija